# HarmonyOS NEXT
HarmonyOS NEXT (en xinès 鸿蒙星河版; i pinyin Hóngméng Xīnghébǎn) és un sistema operatiu distribuït propietari i una iteració d'HarmonyOS, desenvolupat per Huawei per admetre només les aplicacions natives de HarmonyOS. El sistema operatiu està dirigit principalment a desenvolupadors de programari i maquinari que tracten directament amb Huawei. No inclou el nucli AOSP d'Android i és incompatible amb les aplicacions d'Android.
Tot i que, d'una banda, descarta el nucli comú de Linux semblant a Unix, la versió NEXT també substitueix l'antic multikernel HarmonyOS pel seu sistema propietari unificat i construït parcialment sobre la versió personalitzada d'OpenHarmony. La versió de l'entorn d'execució ric (REE) del micronucli HarmonyOS es col·loca en el seu nucli amb un marc únic com a mode de nucli; també la nova arquitectura del nucli basada en OpenHarmony i la seva capa d'abstracció del nucli com a mode d'usuari, que el propi sistema operatiu comparteix el llinatge amb el sistema operatiu lleuger LiteOS en temps real per a dispositius amb recursos restringits, com ara wearables intel·ligents i IoT en tots els productes intel·ligents integrats.
La primera versió de vista prèvia interna del sistema es va revelar el 4 d'agost de 2023, i la primera versió de vista prèvia es va llançar als desenvolupadors públics registrats el 18 de gener de 2024.
Els dispositius provats a la versió de vista prèvia per a desenvolupadors del sistema van ser els telèfons Mate 60, Mate 60 Pro i Mate X5 en el primer lot.

## Història
El 4 d'agost de 2023, a la Huawei Developers Conference 2023 (HDC), Huawei va anunciar oficialment HarmonyOS NEXT, la propera versió d'HarmonyOS, que només admet aplicacions d'APP natives mitjançant Ark Compiler i API natives a HarmonyOS SDK.
El nucli d'HarmonyOS NEXT no inclou la capa de compatibilitat del marc AOSP amb les biblioteques d'Android d'EMUI a l'espai d'usuari i no pot executar aplicacions d'apk d'Android de manera nativa, com és el cas del marc dual HarmonyOS.
El 4 d'agost de 2023, es va obrir la versió de vista prèvia per a desenvolupadors de HarmonyOS NEXT per als desenvolupadors d'empreses cooperants i el 18 de gener de 2024, per a la resta de desenvolupadors per crear i provar aplicacions mòbils natives. S'esperava que la versió beta es llançaria el segon trimestre de 2024 i la versió comercial estarà disponible el quart trimestre de 2024. Huawei ha revelat que el desenvolupament de la pila del sistema HarmonyOS NEXT es remunta al 2015 després de la incubació de R+D del desenvolupament de HarmonyOS el 2012.

Arquitectura HarmonyOS NEXT

## Arquitectura de programari i característiques del marc
- Refinament natiu del sistema, aplicació, fluïdesa, seguretat, intel·ligència i interconnexió nativa.
- Sistema operatiu bàsic HarmonyOS NEXT de desenvolupament propi de pila completa integrat que inclou:
  - Model natiu d'IA LLM: PanGu-Σ
  - Marc natiu d'IA generativa: MindSpore
  - Entorn de desenvolupament integrat natiu: DevEco Studio IDE i DevEco Testing
  - Sistema de disseny natiu: HarmonyOS Design
  - Marc de programació natiu: ArkUI / ArkUI-X (Cross Platform)
  - Compilador i temps d'execució natius: Ark Compiler, BiSheng Compiler i Ark Runtime
  - Sistema de fitxers natiu: sistema de fitxers distribuït EROFS/HMDFS Llenguatge de programació intern
- Cangjie nadiu juntament amb ArkTS com a llenguatges de programació principals compatibles amb el sistema i el nucli HarmonyOS natius
- El sistema AOSP i el nucli Linux de l'usuari del sistema EMUI a la capa de servei del sistema s'han eliminat de la compatibilitat nativa en telèfons i tauletes juntament amb altres dispositius mitjançant el mode d'usuari natiu d'OpenHarmony.
- Paquet de fitxers d'aplicacions natives HarmonyOS principal, només APP per a aplicacions HarmonyOS Subsistema natiu de gestió de paquets